# Andy Granatelli
Anthony "Andy" Granatelli (18 de marzo de 1923 - 29 de diciembre de 2013) fue el director general de STP (compañía de aceite de motor) y una figura importante en los eventos de carreras de automóviles.

## Proyectos empresariales
Granatelli compró Tuneup Masters en 1976 por 300.000 dólares, y lo vendió por 60 millones en 1986.

## Premios
Lo ingresaron en el Salón de la Fama International de Motorsports en 1992 y el Salón de la Fama Estadounidense de Motorsports en 2001. Granatelli fue incluido en el Salón de la Fama Nacional de Sprint Car en 2011 y el Salón de la Fama de Nacional Enano Auto Racing en 2013.

## Muerte
Granatelli murió a los 90 años de edad, en Santa Bárbara (California), víctima de una insuficiencia cardíaca congestiva.